# Imeldaziekenhuis
Het Imeldaziekenhuis is een middelgroot regionaal, katholiek ziekenhuis in Bonheiden. Het ziekenhuis is vernoemd naar de zalige Imelda Lambertini (1322 – 1333). De organisatie achter het ziekenhuis (Imelda vzw) beheert naast het Imeldaziekenhuis ook collectieve autodialysecentra in Hallaar en Mechelen en het woonzorgcentrum Den Olm in Bonheiden. 

## Geschiedenis
In 1933 werd op deze plaats een sanatorium voor tuberculosepatiënten gesticht dat werd bestuurd door de zusters norbertinessen van Duffel, tegenwoordig de zusters van het Convent van Betlehem. Op het eind van de jaren 50 werd het sanatorium omwille van de veranderde medische behoeften omgevormd tot een algemeen ziekenhuis. Een van de pioniers bij deze omvorming was de chirurg dr. Karel Seghers, die hoofdarts werd. Het ziekenhuis opende officieel in 1961. Tegen het eind van de jaren 60 waren de belangrijkste ziekenhuisafdelingen (heelkunde, interne geneeskunde, materniteit en kindergeneeskunde) opgericht, en beschikte het ziekenhuis tevens over radiologie, anesthesie en neuropsychiatrie. 
Vanaf 1970 vond een proces plaats waarbij het ziekenhuis zelfstandig werd, hetwelk in 1973 uiteindelijk werd voltooid. Tijdens het begin van de jaren 70 werd het ziekenhuis tevens uitgebreid met een intensievezorgafdeling, de hartbewaking en de klinische biologie. Echter ontwikkelde zich toen vooral de nefrologie en de hemodialyse tot een belangrijke sterkhouder van het ziekenhuis. In 1976 werd verder de spoedgevallendienst geopend, en werd de Sint-Elisabethkliniek in Mechelen omgevormd tot centrum voor chronische zorg. Omdat het oude sanatoriumgebouw niet meer voldeed, werd op het eind van de jaren 70 besloten een volledig nieuw ziekenhuisgebouw op te richten, dat in 1981 in gebruik werd genomen.
Vanaf toen hield men zich ook bezig met ouderenzorg, eerst in woonzorgcentrum De Dertien Eiken, dat in 2000 uitgebreid en hernoemd werd tot Den Olm. In 1997 werd het dagziekenhuis geopend waarmee men inspeelde op de evolutie naar een steeds korter ziekenhuisverblijf. Eind 2013 werd de Sint-Elisabethkliniek in Mechelen als afdeling van het Imeldaziekenhuis gesloten. In het kader van de ziekenhuishervorming onder minister van Volksgezondheid Maggie De Block richtte het Imeldaziekenhuis in 2017 een netwerk op samen met het AZ Sint-Maarten en het Heilig Hartziekenhuis Lier waarin de drie ziekenhuizen nauwer zullen samenwerken. Ook het Algemeen Ziekenhuis Jan Portaels behoort tot dit netwerk, Briant geheten.

## Medisch aanbod
Het Imeldaziekenhuis beschikt over de volgende erkende ziekenhuisfuncties:
- Chirurgisch dagziekenhuis
- Niet-chirurgisch dagziekenhuis
- Lokale neonatale zorgen

- Spoedgevallendienst
- Mobiele Urgentiegroep
- Intensieve zorgen

- Ziekenhuisapotheek
- Ziekenhuisbloedbank
- Lokale donorcoördinatie

- Palliatieve zorgen

Daarnaast beschikt het over de volgende erkende zorgprogramma's:
- Zorgprogramma borstkanker
- Zorgprogramma oncologie
- Zorgprogramma cardiale pathologie A, B3, E en P

- Zorgprogramma geriatrische patiënt (dienst voor geriatrie, geriatrisch consult, dagziekenhuis, interne- & externe liaison)

- Zorgprogramma kinderen
- Zorgprogramma reproductieve geneeskunde A

Het beschikt tevens over de volgende erkende medische en medisch-technische diensten:
- Centrum voor de behandeling van chronische nierinsufficiëntie
- Medische beeldvorming met CT-scanner

- Medische beeldvorming met NMR-scanner

Het Imeldaziekenhuis beschikt ten slotte over 502 erkende ziekenhuisbedden, verdeeld over de volgende verpleegafdelingen:
- Neuropsychiatrie
- Heelkunde
- Interne geneeskunde

- Kindergeneeskunde
- Materniteit
- Geriatrie

- Neurologische aandoeningen
- Chronische aandoeningen

## Zorgkwaliteit
- In januari 2015 werd het Imeldaziekenhuis onaangekondigd geïnspecteerd door de Vlaamse Zorginspectie voor wat betreft het zorgtraject van de internistische patiënt. De vijf thema's waarop gecontroleerd werd waren personeel, veilige zorg, gestandaardiseerde zorg, hygiëne en communicatie. Hierbij werden de MUG-dienst, spoedgevallendienst, intensievezorgafdeling, ziekenhuisapotheek, internistische verpleegafdelingen en het niet-chirurgisch dagziekenhuis bezocht. Bij de inspectie werd enkel een 'oranje knipperlicht' gegeven met betrekking tot de medicatieveiligheid. Verder kwamen geen ernstige tekortkomingen aan het licht. Het Imeldaziekenhuis kreeg dan ook geen tweede herinspectie.[2]

- Naast het toezicht door de Zorginspectie heeft het Imeldaziekenhuis ook gekozen voor een accreditatie bij het Qmentum-programma van het Qualicor Europe. In november 2015 deed het zijn aanvraag voor een instellingsbrede accreditatie, waarop eind 2016 een auditbezoek van het ziekenhuis plaatsvond. In januari 2017 heeft het Imeldaziekenhuis zijn instellingsbrede accreditatie verkregen, die geldig is tot 2021. Vlaamse ziekenhuizen die kiezen voor een accreditatie, worden door de Zorginspectie vrijgesteld van controle voor wat betreft het kwaliteitssysteem achter de geleverde zorg.[3]

- Ten slotte neemt het Imeldaziekenhuis ook deel aan het Vlaams Indicatorenproject voor Patiënten en Professionals (VIP²) waarmee de kwaliteit van hun zorg vergeleken wordt met andere ziekenhuizen aan de hand van kwaliteitsindicatoren. Anno 2017 bereikt het Imeldaziekenhuis voor het domein 'borstkanker' alle streefwaardes. Voor het domein 'patiëntenervaringen' bereikt het de streefwaarde voor een van de drie meetpunten. Voor het domein 'ziekenhuisbreed' bereikt het de streefwaardes voor drie van de vijf meetpunten. De meetresultaten van deze kwaliteitsindicatoren worden door het Vlaams Agentschap Zorg en Gezondheid op een website gepubliceerd.[4]

## Cijfers
Anno 2015 beschikte het Imeldaziekenhuis over ongeveer 1700 medewerkers, waarvan 150 artsen. In 2015 vonden ongeveer 24.000 klassieke opnames en 41.600 dagopnames plaats, naast ongeveer 184.200 ambulante raadplegingen. Tevens waren er ongeveer 27.500 aanmeldingen op de spoedgevallendienst, waarvan 11.500 tot een opname in het ziekenhuis leidden. Ook vonden in 2015 ongeveer 1.300 bevallingen en 600 overlijdens plaats in het Imeldaziekenhuis. Qua financiën realiseerde het Imeldaziekenhuis in 2015 een globale winst van ongeveer 4.000.000 euro, waarvan 2.700.000 euro afkomstig van de kernactiviteit van het ziekenhuis.